# 鼓楼站 (宁省铁路)
鼓楼站，原名无量庵站，位于今南京市紫峰大厦西北侧，是宁省铁路的车站。1909年通车，1958年被拆除。本站距丁家桥站1.1公里，距国府站3.0公里。

## 车站结构
鼓楼站有3条站线，1座货物仓库，1条龙潭水泥厂专用线，1座货栈。站台设有雨棚。